# Reute (Breisgau)
Reute (Breisgau) este o localitate în districtul Emmendingen, landul Baden-Württemberg, Germania.
A nu se confunda cu târgul Reutte din landul austriac Tirol.
1. ↑  Alle politisch selbständigen Gemeinden mit ausgewählten Merkmalen am 31.12.2018 (4. Quartal) (în germană), Statistisches Bundesamt[*], arhivat din original la 10 martie 2019, accesat în 10 martie 2019